# Municipio de Northeast (Indiana)
El municipio de Northeast (en inglés: Northeast Township) es un municipio ubicado en el condado de Orange en el estado estadounidense de Indiana. En el año 2010 tenía una población de 549 habitantes y una densidad poblacional de 7,38 personas por km².

## Geografía
El municipio de Northeast se encuentra ubicado en las coordenadas 38°37′57″N 86°20′50″O / 38.63250, -86.34722. Según la Oficina del Censo de los Estados Unidos, el municipio tiene una superficie total de 74.34 km², de la cual 74,15 km² corresponden a tierra firme y (0,26 %) 0,2 km² es agua.

## Demografía
Según el censo de 2010, había 549 personas residiendo en el municipio de Northeast. La densidad de población era de 7,38 hab./km². De los 549 habitantes, el municipio de Northeast estaba compuesto por el 98 % blancos, el 0,18 % eran afroamericanos, el 0,73 % eran amerindios, el 0,18 % eran isleños del Pacífico, el 0,18 % eran de otras razas y el 0,73 % eran de una mezcla de razas. Del total de la población el 0 % eran hispanos o latinos de cualquier raza.